# Krycie

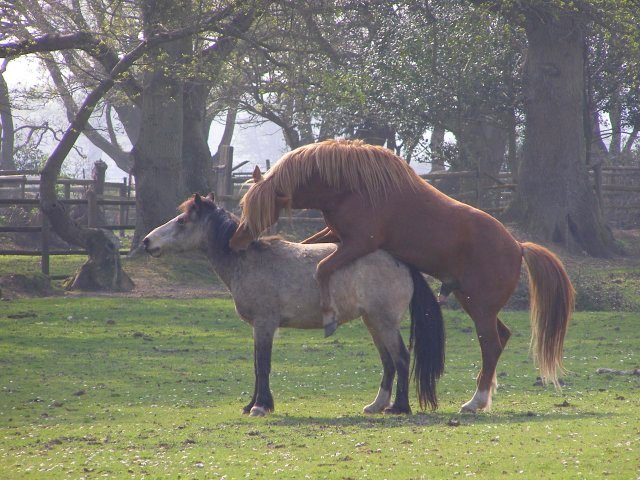
Krycie u koni

Krycie (stanowienie) – jedna z najskuteczniejszych i zarazem najczęściej stosowanych metod rozrodu zwierząt. Polega ono na kopulacji wybranych zwierząt, w wyniku czego następuje naturalne unasienienie samicy. W sposób naturalny samica daje się pokryć jedynie w okresie rui. U wielu gatunków zwierząt, zwłaszcza hodowlanych, krycie zastępowane jest sztucznym unasiennianiem.

## Rodzaje kryć
Wyróżnia się: 
- krycie dzikie – samce pozostawione są z samicami, kojarzenie się zwierząt przebiega niezależnie od hodowcy,
- krycie haremowe – samice podzielone zostają na grupy (w przypadku koni – na tabuny), zaś do każdej przydzielony zostaje jeden samiec; utrudnia wykrycie samic jałowych,
- krycie z ręki – polega na dobraniu samca do samicy i przeprowadzeniu krycia w określonym miejscu i czasie, co umożliwia jego rejestrację i planowanie,
- krycie klasowe – do grupy samic wprowadza się kilka samców, przy czym kolejny zostaje wprowadzony po wyczerpaniu sił poprzednika.

## Galeria

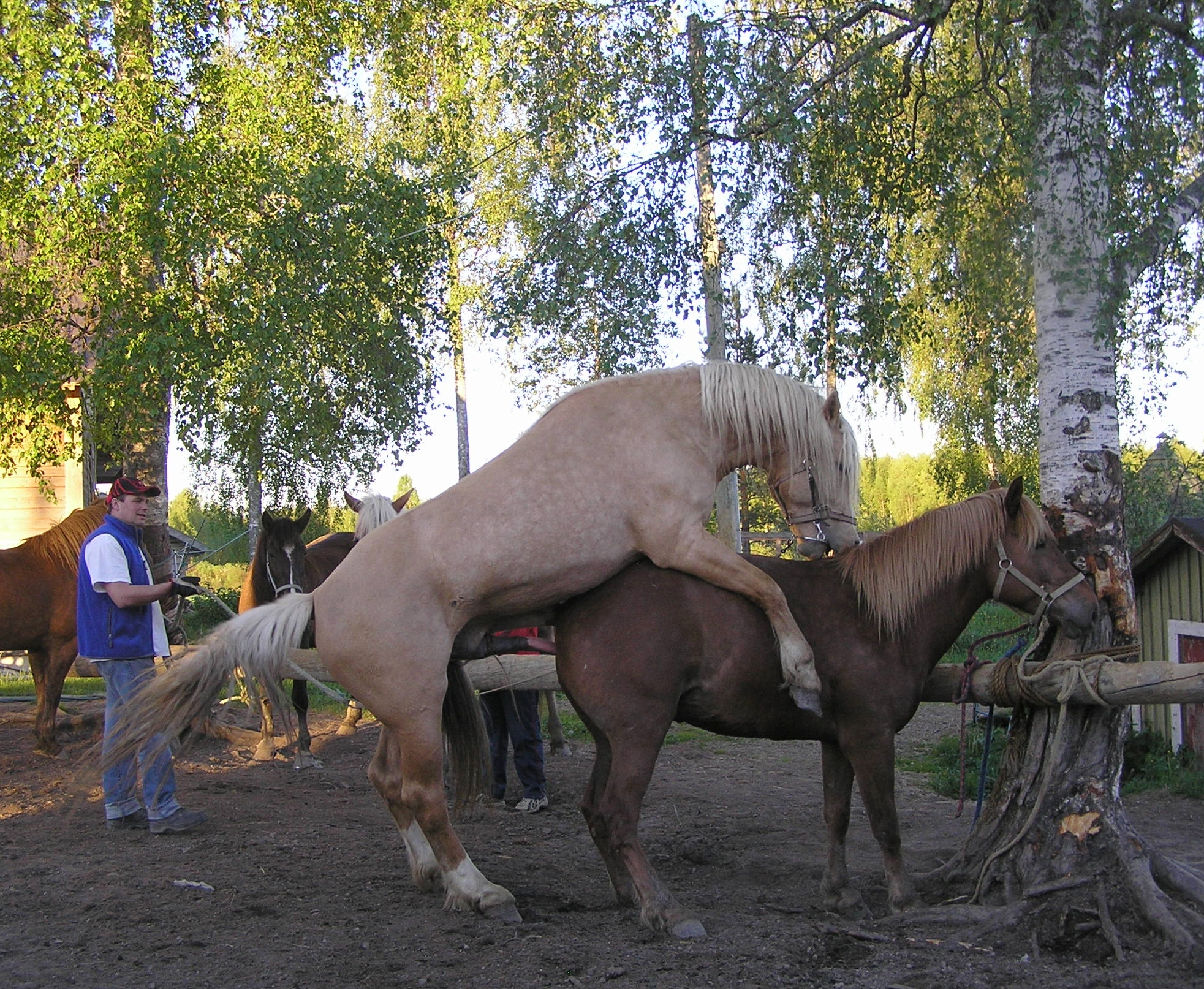
Krycie klaczy
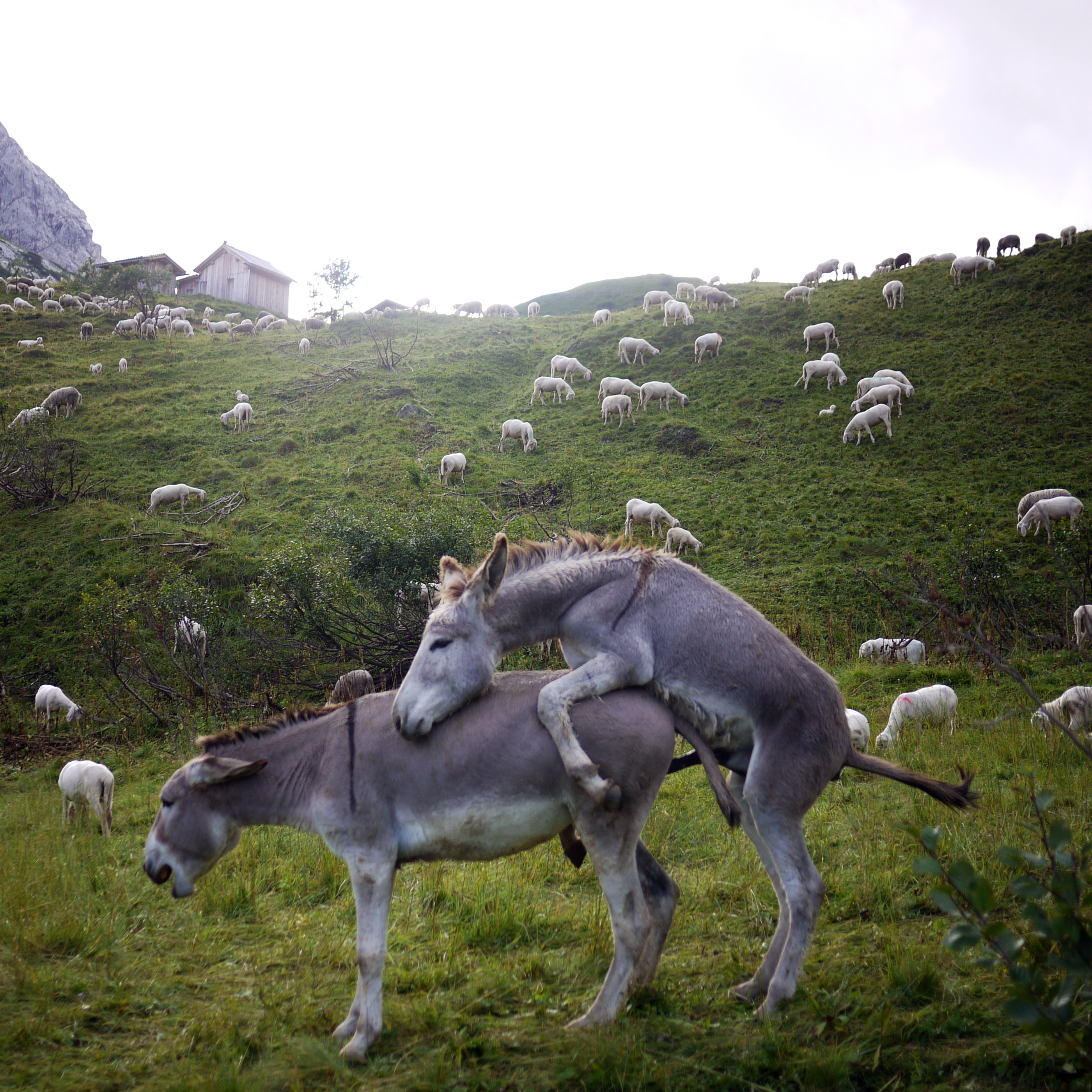
Krycie u osłów
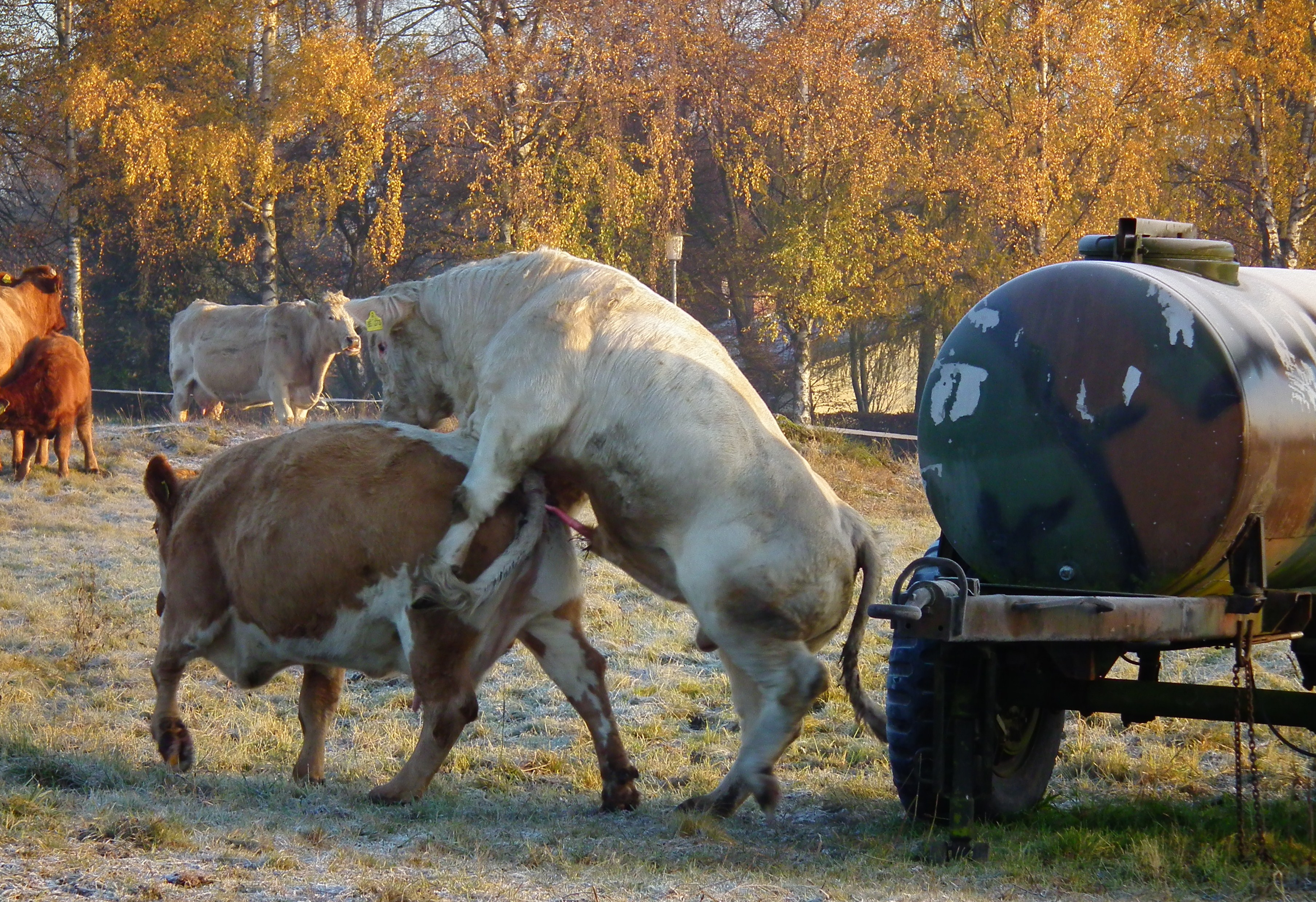
Krycie krowy u bydła
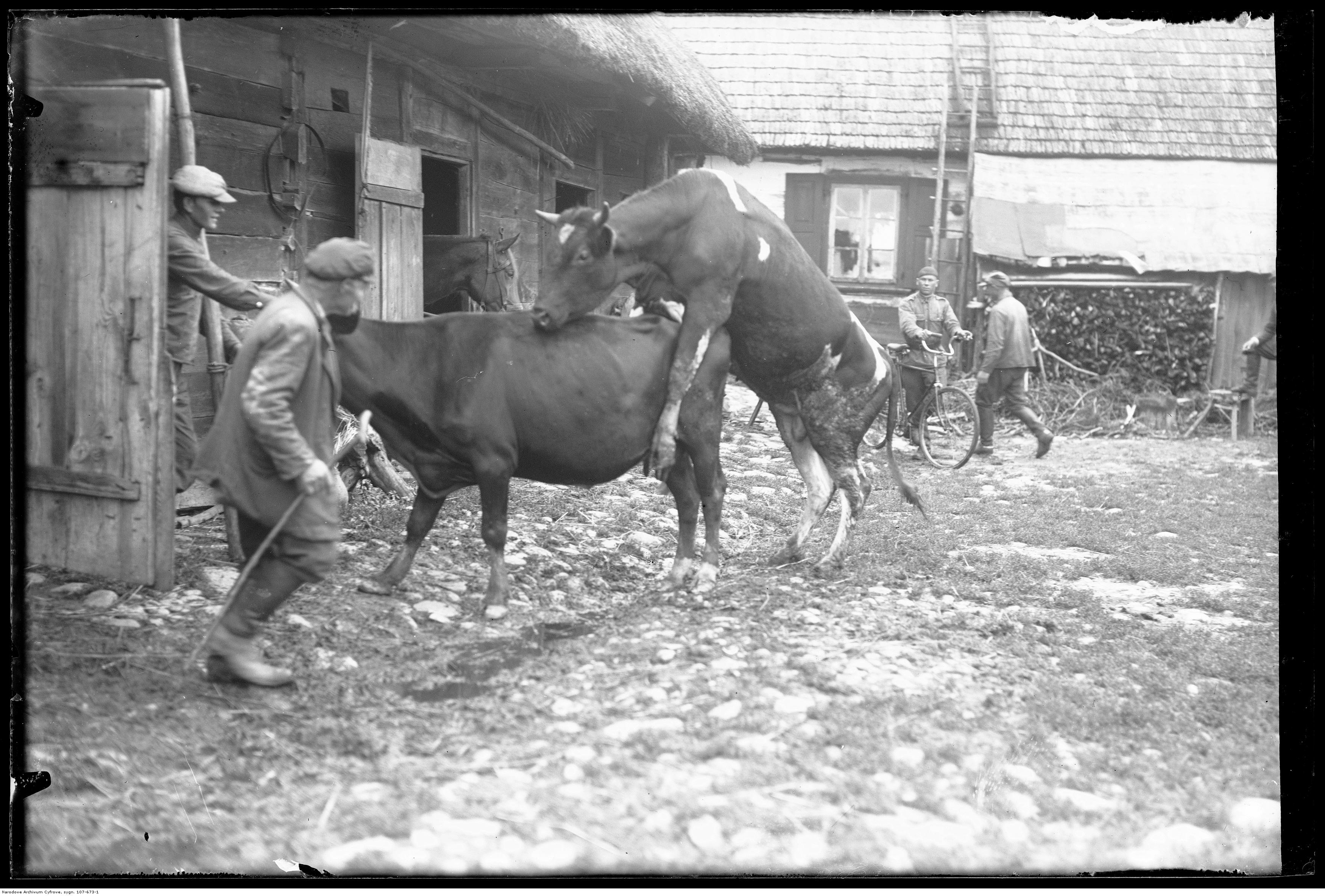
Narcyz Witczak-Witaczyński - Krycie krów w Rykach
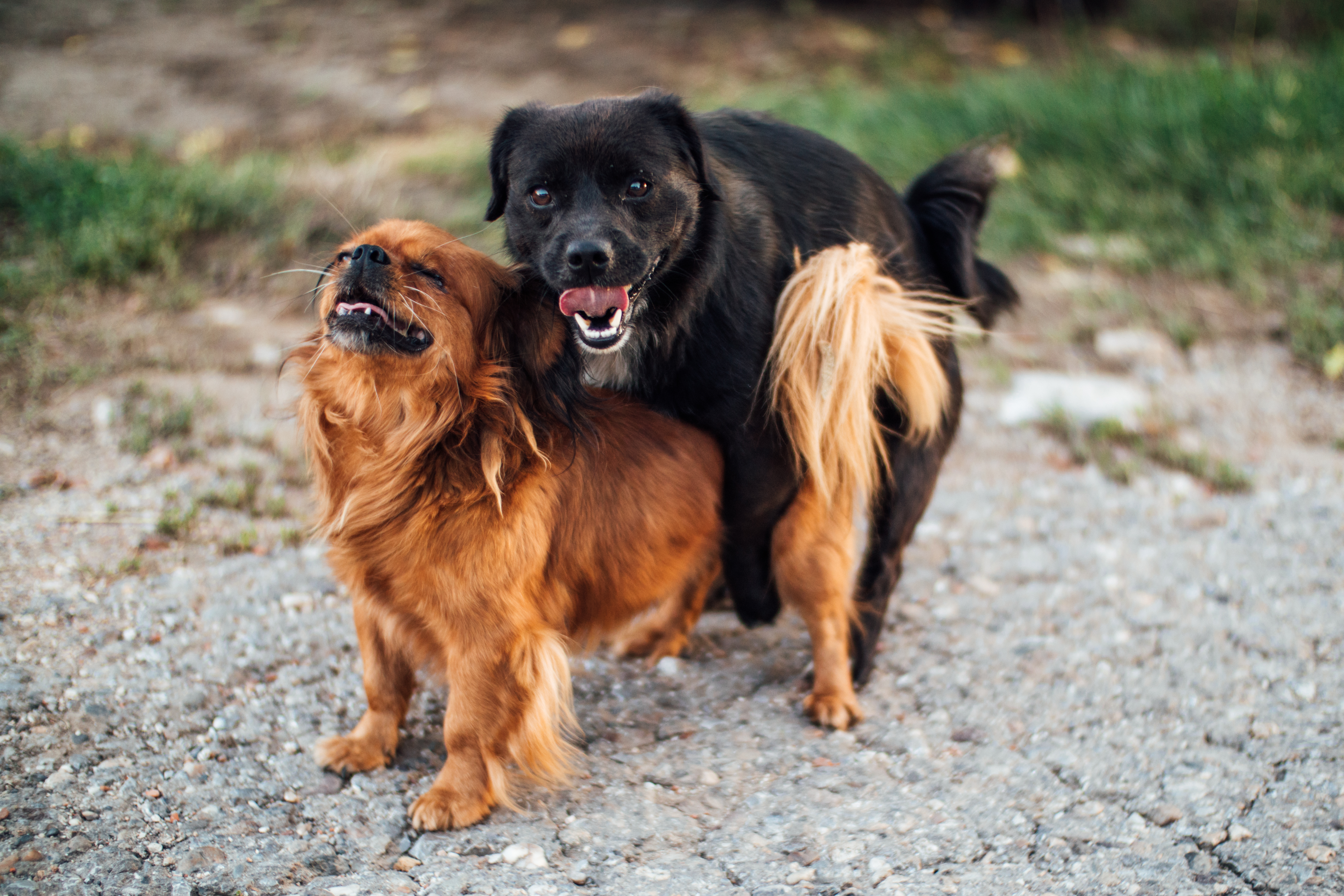
Krycie suki u psów
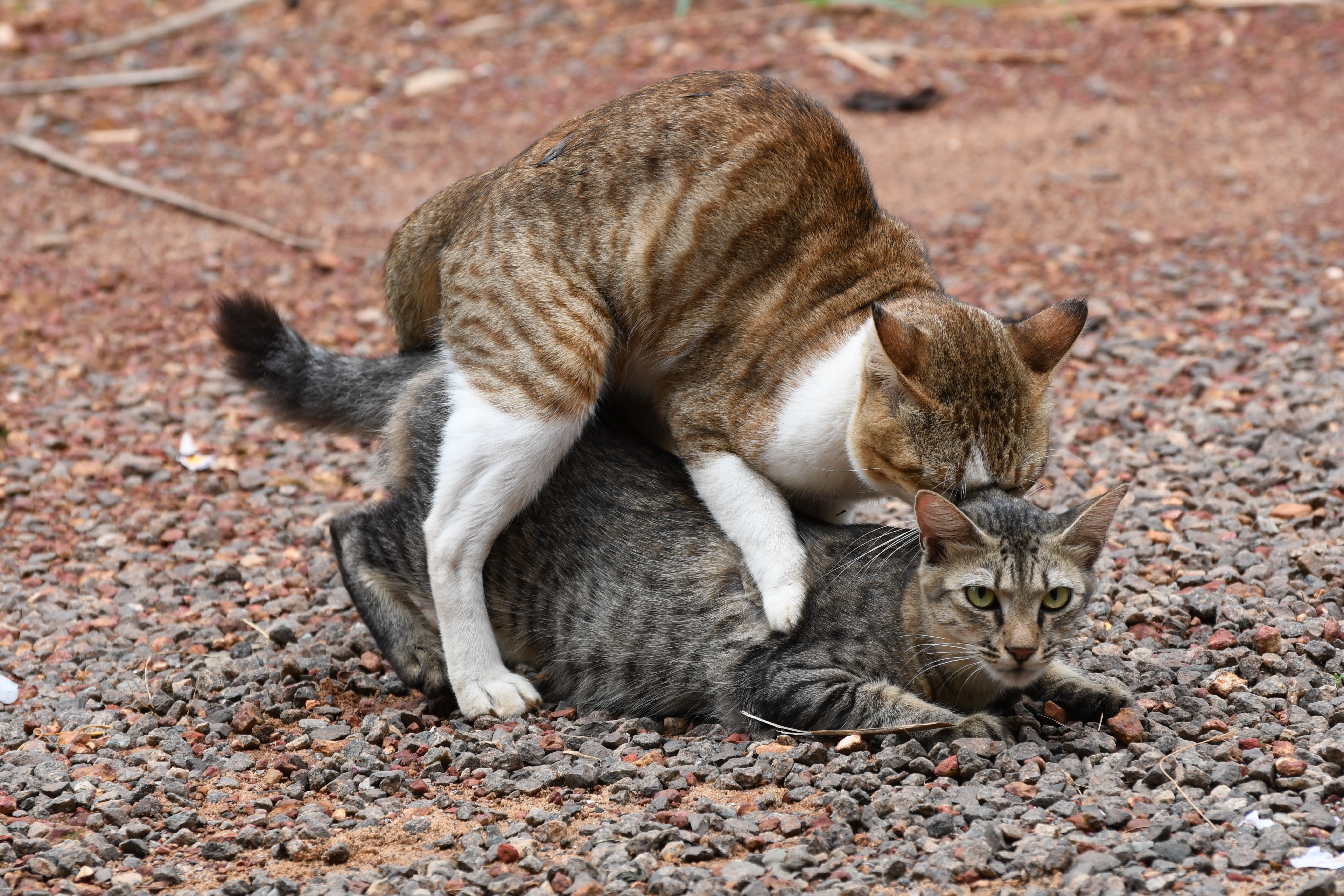
Krycie kotki